# Comarnic (arie protejată)
Comarnic  este o arie protejată de interes național ce corespunde categoriei a III-a IUCN (rezervație naturală de tip paleontologic), situată în județul Bistrița-Năsăud, pe teritoriul administrativ al comunei Livezile.

## Descriere
Rezervația naturală a fost declarată arie protejată prin Legea Nr.5 din 6 martie 2000 (privind aprobarea Planului de amenajare a teritoriului național - Secțiunea a III-a - zone protejate) și se întinde pe o suprafață de un hectar. Rezervația Comarnic se suprapune sitului de importanță comunitară - Cușma.
Aria naturală (monument al naturii) se află pe cursul superior al Văii Budăcelului (afluent de dreapta al râului Budacu) și reprezintă un depozit de resturi vegetale (frunze) fosilizate suprapuse în straturi de roci sedimentare (marne tufitice) și tufite; precum și resturi fosile de gymnosperme (arbori și arbusti cu lemnul format predominant din traheide) din clasa Bennettitatae; atribuite perioadelor istorice ale Jurasicului și Cretacicului.